# Heenvliet
Heenvliet is een plaats met stadsrechten in de Nederlandse gemeente Nissewaard op het dubbeleiland Voorne-Putten, provincie Zuid-Holland. De plaats telde per 1 januari 2023 2.470 inwoners en per 1 juli 2011 1063 woningen.
Heenvliet verkreeg stadsrechten in 1469. In de plaats staat de historische ruïne van kasteel Ravesteyn, ofwel kasteel Heenvliet.
Het marktplein is in oude staat bewaard gebleven.

## Geschiedenis

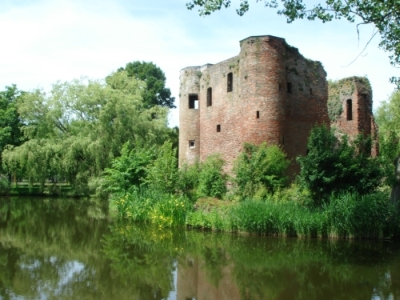
Ruïne van kasteel Ravesteyn

Heenvliet was in de middeleeuwen een heerlijkheid. In 1254 werd Hugo van Heenvliet met de heerlijkheid beleend. Hij liet het mottekasteel Blijdestein bouwen en rond 1250 het kasteel Heenvliet. Dit kasteel bestond toen voornamelijk uit een opvallend zware donjon. In de kerker van de donjon heeft Angelus Merula (1487-1557) gevangengezeten. Deze pastoor van Heenvliet was vanwege zijn 'ketterse' leringen door de inquisitie opgepakt en uiteindelijk veroordeeld tot de brandstapel. Heenvliet ontving in 1469 stadsrechten.
Een moeilijke tijd maakte het stadje mee in 1572 toen rondzwervende watergeuzen na de verovering van Den Briel de omtrek onveilig maakten en het kasteel vernielden. De heren van Heenvliet zetelden inmiddels in het comfortabeler ambachtsherenhuis en lieten het kasteel niet meer herstellen.
In de zeventiende eeuw werd de heerlijkheid gekocht door de hofmeester en diplomaat Johan Polyander van den Kerckhove (1594-1660), die in binnen- en buitenland '(heer van) Heenvliet' werd genoemd. Hij maakte van het ambachtsherenhuis een luxe woning. 
Tot de jaren 60 van de 20e eeuw behoorde ook de buurtschap Nieuwesluis tot het Heenvlietse grondgebied. Deze buurtschap viel echter ten prooi aan de drang tot uitbreiding van het Rotterdamse havengebied. Ondanks enig verzet van de bevolking moest het verdwijnen voor de oprukkende industrie, net als het natuurgebied De Beer en het dorpje Blankenburg, dat tegenover Nieuwesluis was gelegen op het eiland Rozenburg.
De gemeente Heenvliet, die was ingesteld op 1 januari 1812, werd op 1 januari 1980 opgeheven. Heenvliet werd toen een onderdeel van de nieuw ingestelde gemeente Bernisse. Bernisse en Spijkenisse gingen op 1 januari 2015 op in de nieuw ingestelde gemeente Nissewaard.

## Monumenten
Een deel van Heenvliet is een beschermd dorpsgezicht. 
Zie ook:
- Lijst van rijksmonumenten in Heenvliet
- Lijst van gemeentelijke monumenten in Heenvliet

## Geboren in Heenvliet
- Dirk van Hogendorp (1761-1822), adjudant van Napoleon Bonaparte
- Jan Kosters (1874–1951), hoogleraar en vicepresident van de Hoge Raad.